# Kusken
Kusken (Auriga på latin) är en lätt igenkännlig stjärnbild på den norra norra stjärnhimlen. Den är en av de 88 moderna stjärnbilderna som erkänns av den Internationella Astronomiska Unionen.

## Historik
Kusken var en av de 48 stjärnbilderna när dessa listades av astronomen Klaudios Ptolemaios på 100-talet e. Kr. i hans samlingsverk Almagest.

## Mytologi
Stjärnbildens ljusstarkaste stjärna är Capella, som är associerad med den mytologiska geten Amalthea. De tre stjärnorna Epsilon, Zeta och Eta Aurigae kallas Haedi (Killingarna).
Stjärnbilden kan spåras till Babylonien då den kallades Rukubi, vagnen. Grekerna och romarna förknippade stjärnbilden med Erichthonios, Hefaistos/Vulcanus och Athenas/Minervas förlamade son, som uppfann fyrspannsvagnen. Enligt en annan myt föreställer stjärnbilden Hippólytos, Theseus' äldste son, som älskade att köra hästspann. En tredje myt identifierar Kusken med Myrtilos.

## Stjärnor

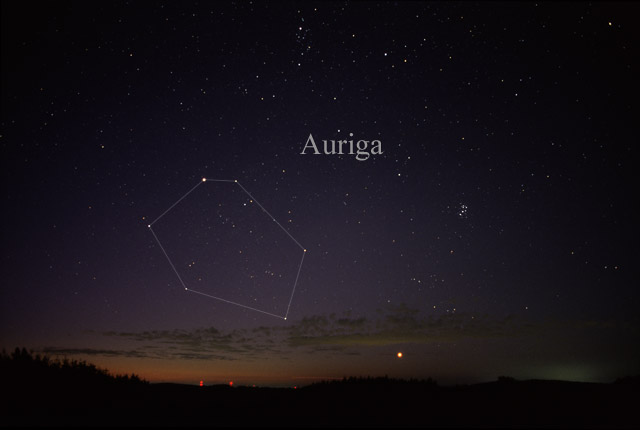
Stjärnbilden Kusken (Auriga) som den kan ses med blotta ögat.

Två egendomliga dubbelstjärnor, Epsilon Aurigae och Zeta Aurigae finns i stjärnbilden.
Båda dessa system befinner sig i ett sällsynt skede i dubbelstjärnors utveckling, eftersom komponenterna är i ett kortvarigt och aktivt utvecklingsstadium.
- ε - Epsilon Aurigae har en omloppstid mellan komponenterna på ungefär 27 år, med förmörkelser som varar ungefär 18 månader. Den synliga komponenten är en gulaktig superjätte med spektraltypen F. Den andra stjärnans spektraltyp är okänd.
- ζ - Zeta Aurigae är en dubbelstjärna. Komponenterna har en omloppstid på 970 dagar. Huvudstjärnan är en superjätte med spektraltypen K, och följeslagaren är en stjärna i huvudserien med spektraltyp B.

## Djuprymdsobjekt

### Stjärnhopar
- Kusken innehåller tre ljusstarka öppna stjärnhopar, Messier 36 (NGC 1960), Messier 37 (NGC 2099) och Messier 38 (NGC 1912).[6] Alla tre upptäcktes före 1654 av den italienske astronomen Giovanni Battista Hodierna.
- NGC 2281 är en öppen stjärnhop av magnitud 5,4.

### Nebulosor
- IC 405 (Caldwell 31) är en emissionsnebulosa.

## Landskapsstjärnbild
Kusken är Dalarnas landskapsstjärnbild.